# 路过未来
《路过未来》（英語：Walking Past The Future），是一部于2018年上映的社会写实电影，影片的故事围绕着背井离乡的打工家庭而展开，讲述了第一代农民工的子女们在大城市的生存故事，剧情穿插土地改革、制造业危机、试药灰色地带、整容上瘾等社会话题。李睿珺编剧执导，由杨子姗、尹昉领衔主演，于2017年5月20日在第70届戛纳国际电影节首映，入围“一种关注”单元，后于2018年5月17日在中国大陆上映。

## 剧情
杨耀婷（杨子姗 饰）是在深圳出生长大的甘肃人，除了办理身份证她再没去过甘肃；如今在深圳打工20多年的父母决定返回甘肃农村老家生活，杨耀婷看到父母在村子里生活并不如意，想通过自己的努力把父母重新接回深圳生活……

## 演员列表

### 主要演员
| 演员姓名 | 角色名称 | 介绍 |
| 杨子姗   | 杨耀婷   |      |
| 尹昉     | 李新民   |      |

### 其他演员
| 演员姓名 | 角色名称 | 介绍 |
| 陈雨锶   | 杨耀男   |      |
| 李勤勤   |          |      |
| 娜仁花   |          |      |